# العلاقات الإسبانية الشمال مقدونية
العلاقات الإسبانية الشمال مقدونية هي العلاقات الثنائية التي تجمع بين إسبانيا وشمال مقدونيا.

## مقارنة بين البلدين
هذه مقارنة عامة ومرجعية للدولتين:
| وجه المقارنة                                              | إسبانيا                                                                             | شمال مقدونيا                                               |
| --------------------------------------------------------- | ----------------------------------------------------------------------------------- | ---------------------------------------------------------- |
| المساحة (كم2)                                             | 505.99 ألف                                                                          | 25.71 ألف                                                  |
| عدد السكان (نسمة)                                         | 46.73 مليون                                                                         | 2.08 مليون                                                 |
| الكثافة السكانية (ن./كم²)                                 | 92.35                                                                               | 80.9                                                       |
| العاصمة                                                   | مدريد                                                                               | إسكوبية                                                    |
| اللغة الرسمية                                             | اللغة الإسبانية، اللغة الغاليسية، لغة بشكنشية، اللغة الكتالونية، اللغة الأوكسيتانية | اللغة المقدونية، اللغة الألبانية                           |
| العملة                                                    | يورو، بيزيتا إسبانية                                                                | دينار مقدوني                                               |
| الناتج المحلي الإجمالي (بليون دولار)                      | 1.31 تريليون                                                                        | 11.34 مليار                                                |
| الناتج المحلي الإجمالي (تعادل القوة الشرائية) بليون دولار | 1.77 تريليون                                                                        | 29.26 مليار                                                |
| الناتج المحلي الإجمالي الاسمي للفرد دولار أمريكي          | 28.16 ألف                                                                           | 4.85 ألف                                                   |
| الناتج المحلي الإجمالي للفرد دولار أمريكي                 | 38.00 ألف                                                                           | 16.25 ألف                                                  |
| مؤشر التنمية البشرية                                      | 0.876                                                                               | 0.747                                                      |
| رمز المكالمات الدولي                                      | +34                                                                                 | +389                                                       |
| رمز الإنترنت                                              | .es                                                                                 | .mk                                                        |
| المنطقة الزمنية                                           | ت ع م+01:00، ت ع م+02:00                                                            | توقيت وسط أوروبا، ت ع م+01:00، ت ع م+02:00، أوروبا/سكوبيه ‏ |

## مدن متوأمة
في ما يلي قائمة باتفاقيات التوأمة بين مدن إسبانية وشمال مقدونية:
- ترتبط سرقسطة مع إسكوبية باتفاقية توأمة.

## منظمات دولية مشتركة
يشترك البلدان في عضوية مجموعة من المنظمات الدولية، منها:
| علم المنظمة | اسم المنظمة                               | تاريخ انضمام إسبانيا | تاريخ انضمام شمال مقدونيا |
| ----------- | ----------------------------------------- | -------------------- | ------------------------- |
|             | مؤسسة التنمية الدولية                     | 18 أكتوبر 1960       | 25 فبراير 1993            |
|             | يونسكو                                    | 30 يناير 1953        | 28 يونيو 1993             |
|             | وكالة ضمان الاستثمار متعدد الأطراف        | 29 أبريل 1988        | 19 مارس 1993              |
|             | مجلس أوروبا                               | ?                    | ?                         |
|             | الأمم المتحدة                             | 14 ديسمبر 1955       | 8 أبريل 1993              |
|             | الاتحاد البريدي العالمي                   | ?                    | ?                         |
|             | البنك الدولي للإنشاء والتعمير             | 15 سبتمبر 1958       | 25 فبراير 1993            |
|             | الاتحاد الدولي للاتصالات                  | 1866                 | 4 مايو 1993               |
|             | منظمة حظر الأسلحة الكيميائية              | ?                    | ?                         |
|             | مؤسسة التمويل الدولية                     | 24 مارس 1960         | 25 فبراير 1993            |
|             | المنظمة الأوروبية لسلامة الملاحة الجوية   | 1997                 | 1998                      |
|             | المركز الدولي لتسوية المنازعات الاستشارية | 17 سبتمبر 1994       | 26 نوفمبر 1998            |
|             | منظمة التجارة العالمية                    | ?                    | ?                         |
|             | منظمة الشرطة الجنائية الدولية             | ?                    | ?                         |
|             | منظمة الأمن والتعاون في أوروبا            | 25 يونيو 1973        | 12 أكتوبر 1995            |

## وصلات خارجية
- موقع وزارة الخارجية الإسبانية